# Nikolai Semjonowitsch Nadiraschwili

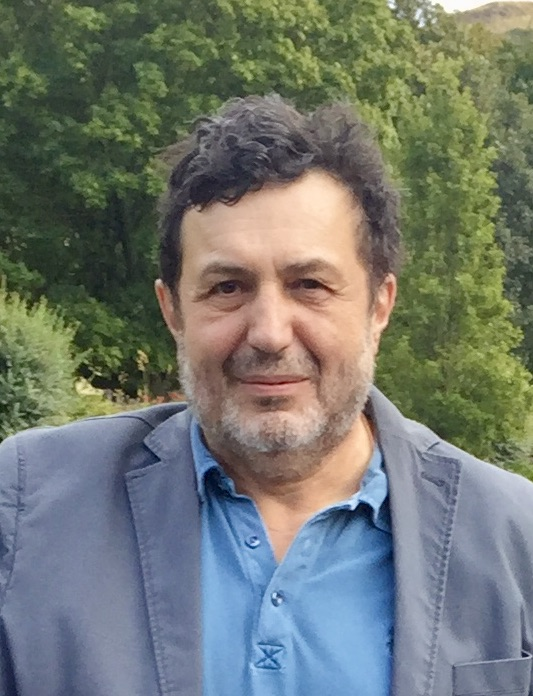
Nikolai Nadiraschwili (2022)

Nikolai Semjonowitsch Nadiraschwili (russisch Николай Семёнович Надирашвили, englische Transkription Nikolai Nadirashvili; * 23. Juni 1955) ist ein russischer Mathematiker, der sich mit Differentialgeometrie, Partiellen Differentialgleichungen und Analysis befasst.
Nadiraschwili war ein Schüler von Jewgeni Michailowitsch Landis an der Lomonossow-Universität, an der er 1981 promoviert wurde. Danach war er am Institut für Physik der Erde und ab 1995 am Institut für Informations-Transmission der Russischen Akademie der Wissenschaften.
1990/91 war er Humboldt-Preisträger an der Universität Bielefeld. Danach war er in den 1990er Jahren Gastwissenschaftler am Erwin Schrödinger Institut in Wien, am IHES und der ETH Zürich. 1997/98 war er Assistant Professor am Massachusetts Institute of Technology und 1998 bis 2004  Professor an der University of Chicago. Er ist Forschungsdirektor des CNRS an der Universität Aix-Marseille (Laboratoire d’Analyse, Topologie, Probabilités, LATP).
Er bewies die Existenz (durch Konstruktion eines Beispiels) in den {\displaystyle R^{3}} immergierter vollständiger, beschränkter Minimalflächen mit negativer Krümmung (Nadirashvili-Flächen). Damit beantwortete er ein von Jacques Hadamard, Eugenio Calabi und Shing-Tung Yau gestelltes Problem. Zuvor war von David Hilbert gezeigt worden, dass vollständige immergierte Flächen im {\displaystyle R^{3}} keine konstante negative Krümmung haben können und 1963 von Nikolai Wladimirowitsch Jefimow, dass die negative Krümmung nicht eine negative obere Schranke haben kann.
Nadiraschwili erzielte außerdem bedeutende Resultate in der Potentialtheorie und zu Fragen der Verbindung von Geometrie und Eigenwerten des Laplaceoperators. 1995 bewies er eine seit 1877 offene Vermutung von Lord Rayleigh, das unter allen eingespannten ebenen Platten mit vorgegebenem Flächeninhalt die durch einen Kreis berandete Platte die niedrigste Eigenfrequenz hat.  Mit Iosif Polterovich und Dmitry Jakobson bewies er die Existenz extremaler Metriken (bezüglich des ersten Eigenwerts des Laplaceoperators) für die Kleinsche Flasche.
Nadiraschwili löste mit Wolfhard Hansen (Bielefeld) das one circle problem von John Edensor Littlewood in dem sie bewiesen, dass eine stetige beschränkte Funktion f(x), definiert in einem beschränkten ebenen Gebiet G, nicht harmonisch sein muss, wenn ihr Wert in x gleich dem Mittelwert der Funktion auf mindestens einem Kreis um x in G ist (Mittelwerteigenschaft).

## Auszeichnungen
- Gay-Lussac-Humboldt-Preis (2013)

- Frontiers of Science Award at International Congress for Basic Science, Beijing (2023).